# リッペタール
リッペタール (ドイツ語: Lippetal, ドイツ語発音: [ˈlɪpətaːl]) は、ドイツ連邦共和国ノルトライン＝ヴェストファーレン州アルンスベルク行政管区のゾースト郡に属す町村。この街の最も重要な建造物がリップボルク地区にある水城アッセン邸である。

## 地理
リッペタールは、西のハム、東のリップシュタットとの間、リッペ川の両岸に位置している。この他の隣接する市町村は、北西がアーレン、北がベックム、北東がヴァーデルスロー、南東がバート・ザッセンドルフ、南がゾースト、南西がヴェルヴァーである。リッペタールは、リッペ川南岸はゾースト沃野の北端、北岸はミュンスターラント南部に属す。リッペ川は町内を東から西に流れている。町内には畑や牧草地などが広がり、産業は農業が主体である。なお、畑の間には小さな森も点在する。リッペ川の北と南とでは村落の形態が異なっており、リッペ川の北側では耕作地の間に農家の家屋が点在する散居村の形態を取っているのに対し、リッペ川の南の家屋は概ね寄り集まった集村の形態を取っている。これはミュンスターラントとゾースト沃野の違いを典型的に示している。かつての領主であったカトリックのミュンスター司教区とパーダーボルン大司教区との境界が、現在もリッペ川沿いの集落を通っている。

### 自治体の構成
自治体リッペタールは全部で11の地区で構成されている。以下に示す人口は2017年9月30日現在の数値である。
| 地区                             | 地区                  | 人口（人） |
| -------------------------------- | --------------------- | ---------- |
| ブロックハウゼン                 | Brockhausen           | 379        |
| ハイントロプ＝ビュニングハウゼン | Heintrop-Büninghausen | 346        |
| ヘルツフェルト                   | Herzfeld              | 3,268      |
| ホーフェシュタット               | Hovestadt             | 1,241      |
| フルトロプ                       | Hultrop               | 481        |
| クレヴィンケル＝ヴィルトロプ     | Krewinkel-Wiltrop     | 127        |
| リップボルク                     | Lippborg              | 3,007      |
| ニーダーバウアー                 | Niederbauer           | 299        |
| ノルトヴァルト                   | Nordwald              | 459        |
| エスティングハウゼン             | Oestinghausen         | 1,931      |
| ショーネベルク                   | Schoneberg            | 546        |
| 合計                             | 合計                  | 12,084     |

#### ブロックハウゼン
ブロックハウゼンには、村の居酒屋、幼稚園、村の池、消防署、HSVリッペタールのフンデプラッツがある。ブロックハウゼンで特筆すべきは、毎年開催される射撃祭である。この祭では弩の射撃が披露される。

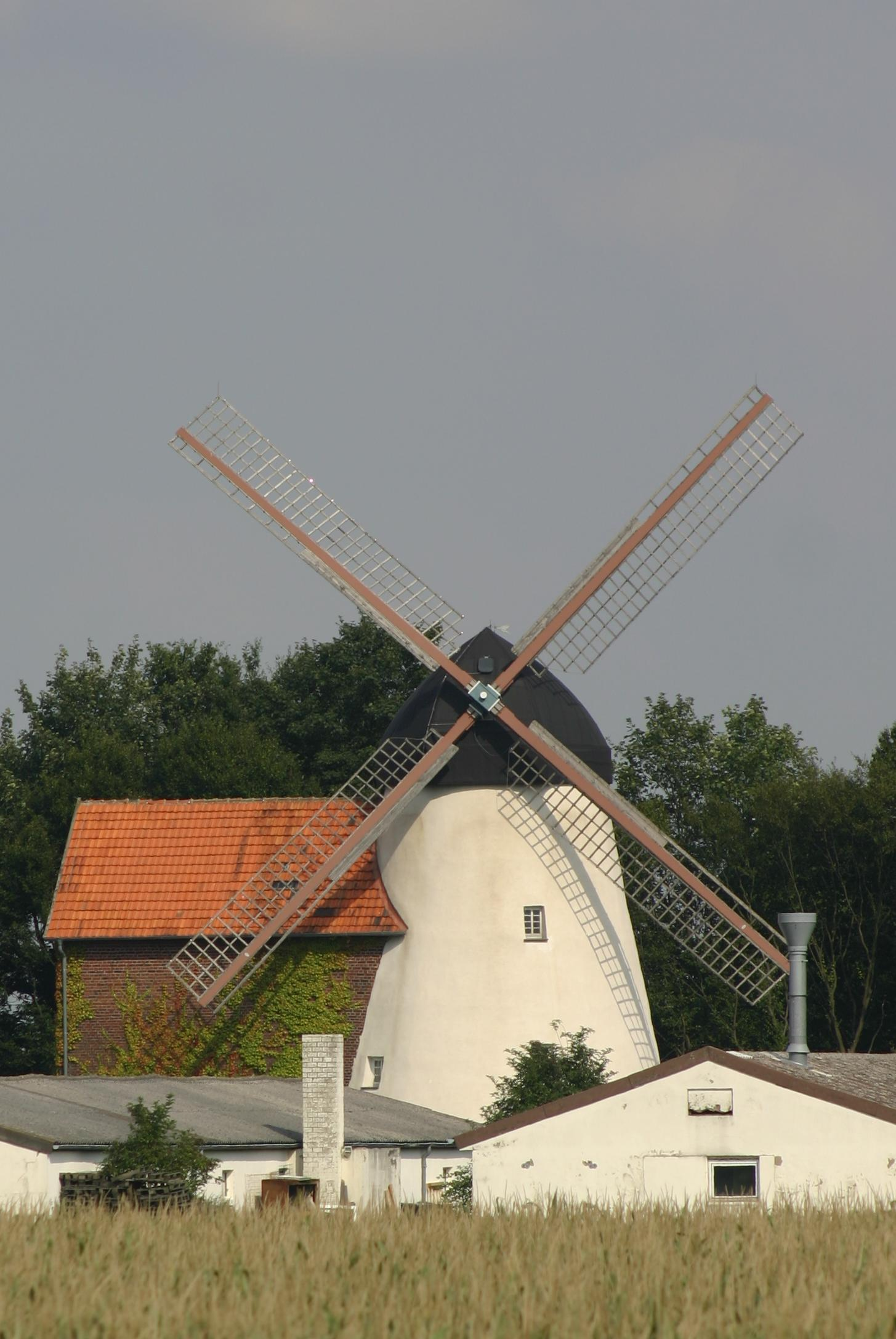
ハイントロプの風車

#### ハイントロプ＝ビュニングハウゼン
この地区は小村のハイントロプと農場ビュニングハウゼンからなる。
「エルト＝ホレンダー」と呼ばれる風車は、初めはリッペ川の北側に位置するリップボルクのミューレンクナップ、現在のミューレンヴェーク沿いの丘に建っていたが、1858年に連邦道 B475号線沿いの現在の場所に移された。このために風車は一旦取り壊され、現在の場所で石を1つずつ積み上げ再建された。この風車は1976年まで稼働していた。1997年に大がかりな修復が完了し、同年5月9日に落成式が行われた。

#### フルトロプ
かつてはフレンドロプと呼ばれていたフルトロプは、アムト・エスティングハウゼンの村であった。ゾーストのフェーデの際この村はゾーストによって破壊された。大司教ディートリヒ2世 (ケルン大司教)の liber jurium et feudorum の記述によれば、彼はフルトロプとホーフェシュタットから約 5マルクの税を徴収していた。ハインリヒ・ドロステ・ツー・エルヴィッテ・ウント・ショルレマー・ゲナント・クルゼナーは、レーエンとして農場（名称不明）を授けられた。フルトロプには1623年に教会区が設けられた。
フルトロプにはパン屋、教会、幼稚園があり、ノルトホフ蒸留所で知られている。フルトロプも1969年に合併した。有名な旅館「ハイニ」は2012年に閉館した。

#### エスティングハウゼン
エスティングハウゼンには小さな工業地区とショッピングセンターがある。

#### ショーネベルク
ショーネベルクには、小さな遊戯広場、庭園、集会所を併設した聖ヨハネス礼拝堂がある。ショーネベルクはリッペタールの最も東に位置する地区である。シェーネベルクには、楽隊、自然保護協会、模型飛行機クラブ、合唱団、キャバレーグループがある。毎年村はずれで射撃祭が開催される。ショーネベルクには保護文化財の聖ヨハネス教会がある。

## 歴史

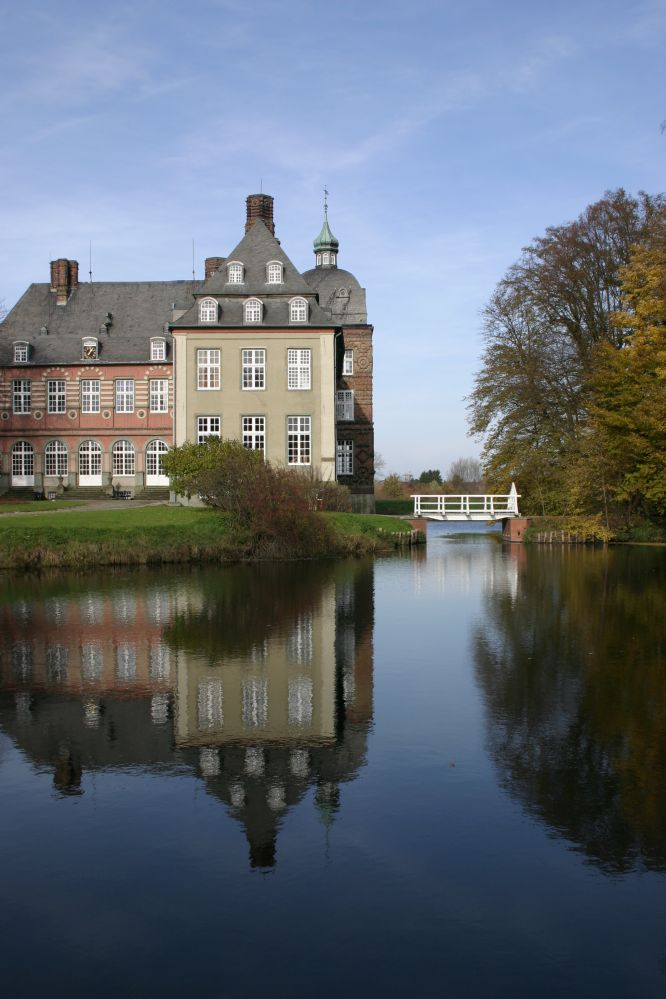
ホーフェシュタット城

自治体リッペタールは、1969年7月1日に新しく設けられた。この町は、ゾースト郡とベックム郡の旧11か村から形成された。この地域再編の際に当時のゾースト郡も新設され、リッペタールはこれに編入された。「リッペタール」という名称は、1969年につけられた人工的な名称であった。これは、周辺の多くの町村と異なり、変更されずに用いられている。
リッペタールの北、ベックム山地の縁に土塁を用いた防衛施設が設けられている。
エスティングハウゼン（1189年初出）、リップボルク（1189年初出）、ホーフェシュタット（1213年初出）、ヘルツフェルト巡礼地（786年初出）がリッペタールで最も古い集落である。
ホーフェシュタット城に護られたリッペ川の渡し場は、1292年に初めて文献に記録されている。戦略上重要な場所にあったため、この城は中世に何度も破壊され、再建された。リッペ川に直接面する水城としての城砦は、1563年に建設された後、増改築を繰り返されて現在の姿になった。
2005年12月に設立された「ブリュッケ e.V. リッペタール歴史・郷土協会」は、リッペタールの歴史と郷土文化に関するテーマの振興をめざし、2007年から一般にアクセス可能な文書館や家系研究作業サークルを運営している。

## 行政

### 議会
リッペタールの町議会は30議席からなる。

### 首長
マティアス・リュルプケ（無所属）は2009年から町長を務めている。彼は2014年の選挙で 74.4 % の支持票を獲得して再選された。

### 紋章、印章、幟、ロゴ
この町は、1971年7月1日付のアルンスベルク行政管区長官の文書によって紋章、印章、幟の使用権を獲得した。さらにこの町はロゴも使用している。
- 紋章
- 印章
- 幟
- ロゴ

図柄: 銀地（白地）に、（向かって左上から右下に）斜めの幅広の青い波帯。これに架かる橋が俯瞰する形で向かって向かって右上から左下に描かれている。
波帯は、この町の名前でもあるリッペ川を象徴している。金色の橋は、リッペ川の両岸に位置する町が集まって新たな町を形成していることを表している。銀地に金の橋は紋章学の規則に違反している。
印章: この町は、町の印章と町名を刻んだ印章を用いている。
幟: 長辺と平行に等幅の青地と白地に塗り分けられ、上半分に町の紋章が描かれている。

## 文化と見所

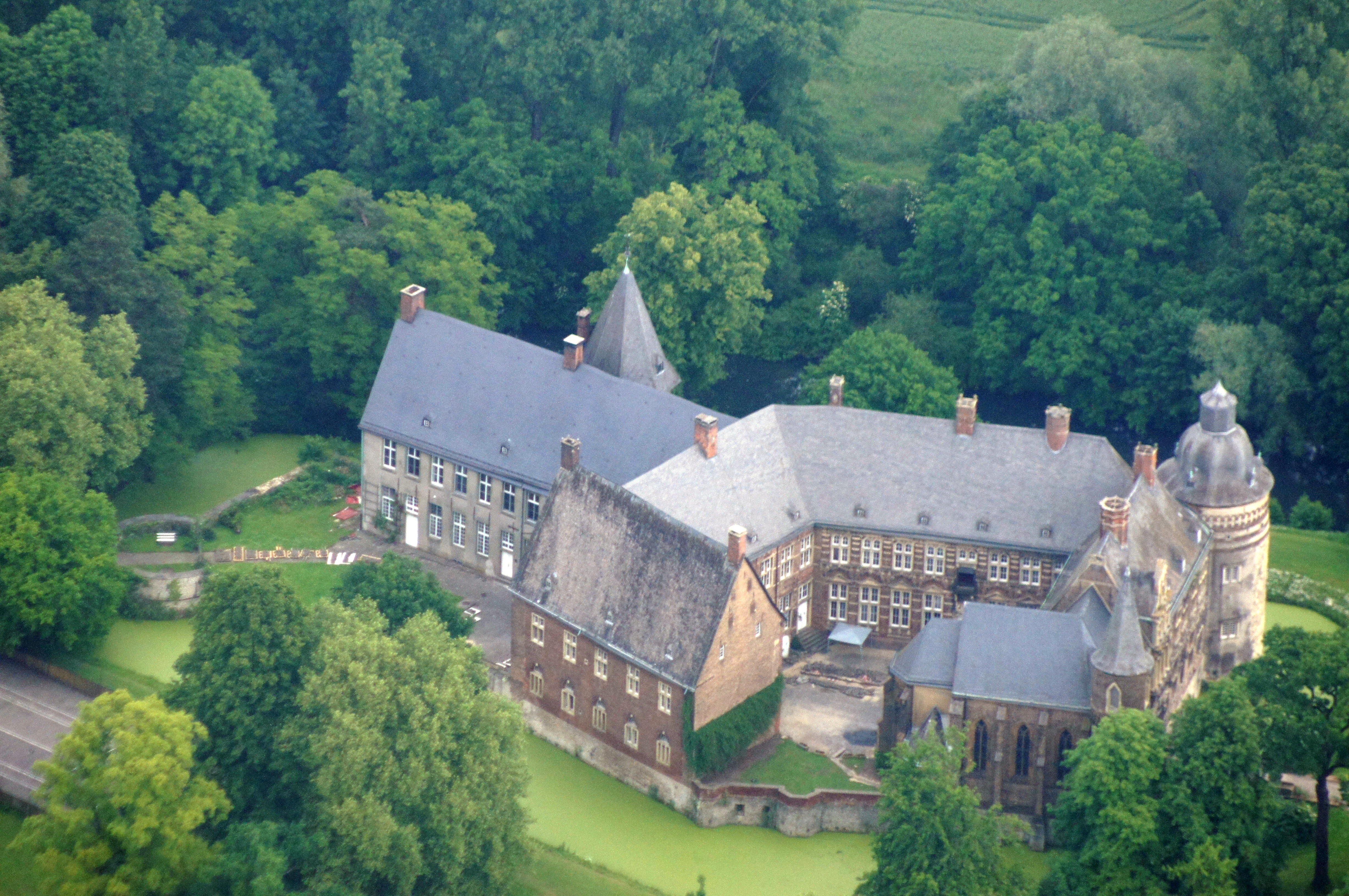
アッセン城

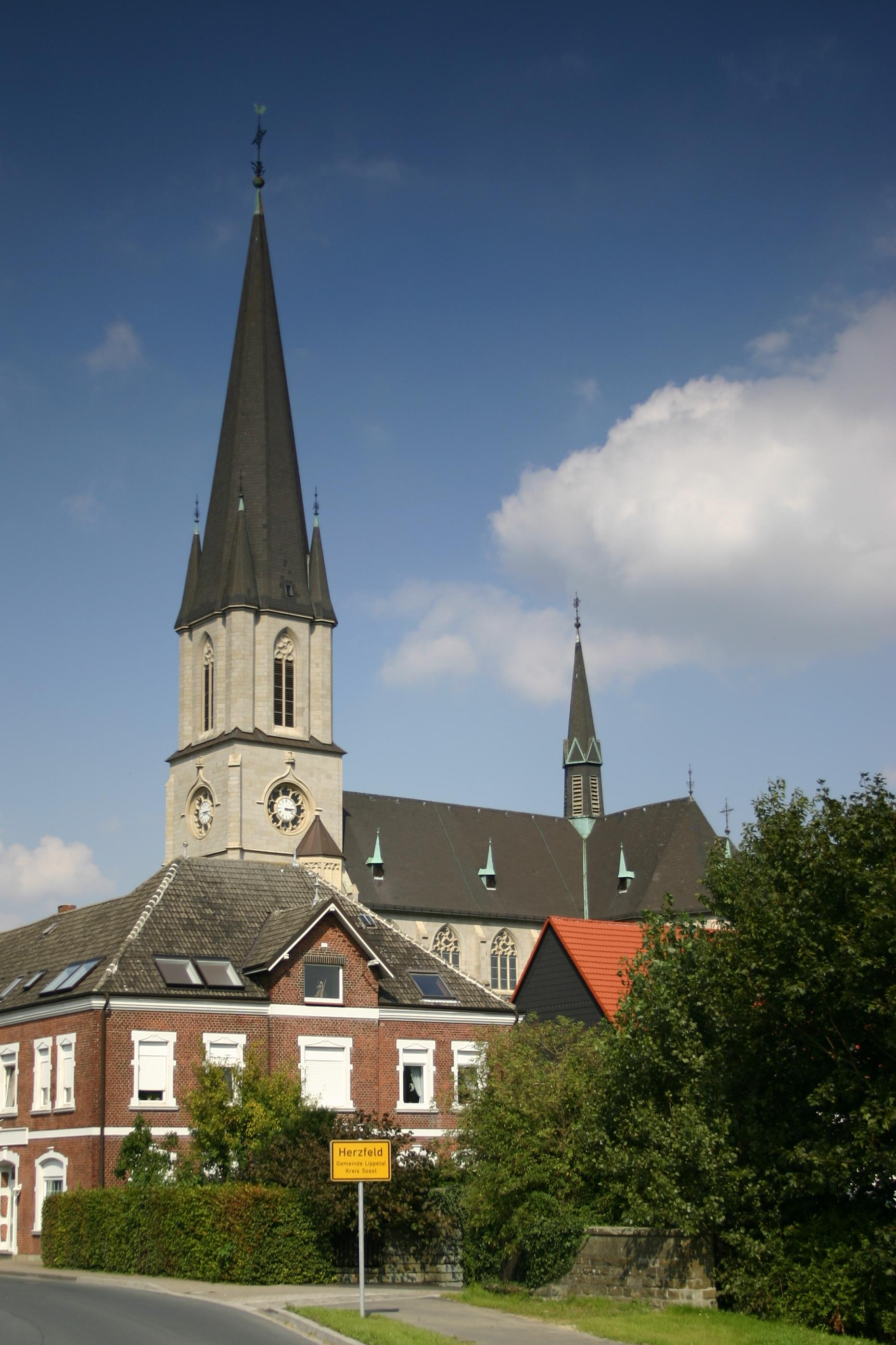
聖イーダ教会

### 建築
この町の傑出した建物は、ホーフェシュタット城、アッセン城、ヴェストファーレンで最初の聖人の墓があるヘルツフェルトの聖イーダ巡礼教会である。多くの村落に教会や礼拝堂がある。

### 年中行事
リッペタールの主な行事には以下のものがある:
- バラの日曜日のパレード（リップボルク）
- リップボルクマーケット
- イーダの祝祭週
- いくつかの集落で行われる射撃祭
- ファールラートトン（自転車マラソン）

## 経済と社会資本

### メディア
リッペタールでは、その全域で雑誌「デア・リッペターラー」が刊行されている。贅沢に制作されたこの冊子は、2ヵ月ごとに無料で各戸に、および配布所で配られる。その資金はリッペタールおよびその周年の企業の広告により賄われている。

### 交通

#### 道路
連邦アウトバーン A2号線が町域の北西を通っている。ここにはハム＝エントロプ/リッペタール・インターチェンジもある。連邦道 B475号線がリップボルク、ハイントロプ、フルトロプ、エスティングハウゼンの各地区と北のベックムや南のゾーストとを結んでいる。アーレンやリップシュタットに向かって州道 L822号線が通っている。エルデに向かうのは L793号線である。

#### 保存鉄道
蒸気機関車で運行する標準軌のハム保存鉄道の路線はリップボルクが終点である。

#### 自転車道
リッペ川沿いに全長 315 km の広域自転車道のレーマールートが通っている。

## 人物

### 出身者
- レオン（ドイツ語版、英語版）（1969年 - ）歌手